# Pjotr Wassiljewitsch Nikolski
Pjotr Wassiljewitsch Nikolski (russisch Пётр Васильевич Никольский, wiss. Transliteration Pëtr Vasil'evič Nikol'skij; * 1. September 1858 in Usman, Gouvernement Tambow; † 13. März 1940 in Rostow am Don) war ein kaiserlich-russischer und später sowjetischer Dermatologe. Nach ihm wurde das bei Hauterkrankungen häufig beobachtete Nikolski-Phänomen benannt.

## Leben und Ausbildung
Nikolski wuchs in Usman auf und schloss 1884 sein Medizinstudium an der damaligen Kaiserlichen Universität Sankt Wladimir in Kiew ab. Nach seinem Abschluss studierte er bei Michail Stukowenkow an der Abteilung für Dermatologie und Venerologie in Kiew. 1896 verteidigte er seine Doktorarbeit über Pemphigus foliaceus, in der er eine dermatologische Erkrankung beschrieb, bei der die Beziehung zwischen den Schichten der Epidermis geschwächt ist. Die Ablösung der Haut, die bei bestimmten Varianten dieser Erkrankung auftritt, wird heute nach ihm als Nikolski-Phänomen bezeichnet.
1898 wurde er Professor an der Kaiserlichen Universität Warschau und gründete später die Abteilung für Dermatologie und Venerologie in Rostow an der heutigen Medizinischen Universität Rostow.

## Veröffentlichungen
Er veröffentlichte sowohl auf Französisch als auch auf Russisch Artikel über Hautkrankheiten und die Behandlung der Syphilis. Zu seinen bekanntesten Veröffentlichungen zählen (Auswahl):
- L'etat de la dermatologie et de la syphiligraphie en Russie jusqu'à 1884 (Der Stand der Dermatologie und Syphiligraphie in Russland bis 1884)[5]

- Die Reglementierung des Prostitutionswesens in Kieff: Bericht und statistische Arbeiten der medizinischen Gesellschaft (zusammen mit Mikhail Ivanovich Stukovenkov und Petr Vasilʹevič, 1890)[6]

- The materials on the study of pemphigus foliaceus Cazenavi, Kiew, The St. Vladimir Emperor University of Kiev, Department of Dermatology and Venereology; 1896 [original auf Russisch]
- On symptomathology of pemphigus foliaceus Cazenavi (with description of three new disease cases and presentation of a patient), Kiew: St Vladimir Emperor University; 1898 [original auf Russisch]
- Trois nouveaux cas de pemphigus foliacé étudiés au point de vue de la symptomatologie (Société française de dermatologie et de syphiligraphie, 1898)[7]
- K voprosu o vliânii uglekislyh vann Narzana na sosudistuû reakciû koži i o značenii ih v lečenii kožnyh bolěznej (1913)[8]